# Brygada PSzP „Grunwald”
Brygada PSzP „Grunwald” – polski związek partyzancki zorganizowany w lutym 1944 na Wołyniu, z Polaków walczących dotąd w radzieckich oddziałach partyzanckich. Dowódcą był mjr Józef Sobiesiak ps. „Maks”, stan około 800 ludzi.

## Historia
W lutym 1944 roku dowódca radzieckiego zgrupowania partyzanckiego Ukraińskiego Sztabu Partyzanckiego gen. Wasilij Begma wydał rozkaz sformowania z Polaków wchodzących dotychczas w skład Brygady im. M. Frunzego nowej brygady składającej się wyłącznie z Polaków. Brygada ta otrzymała nazwę Brygady „Grunwald”, a na jej dowódcę wyznaczono mjr. Józefa Sobiesiaka. Organizacja brygady rozpoczęła się w dniu 24 lutego.
Brygada była formowana już na terenach zajętych przez Armię Czerwoną i była podporządkowana Ukraińskiemu Sztabowi Partyzanckiemu. Po sformowaniu brygada składała się z trzech batalionów i zwiadu konnego, a w jej skład wchodziło ponad 500 partyzantów. W marcu 1944 r. otrzymała ona rozkaz wymarszu za Bug na Lubelszczyznę. Próby przejścia przez linię frontu podejmowane w marcu i kwietniu nie powiodły się, w związku z tym brygada powróciła do rejonu Równego.
W dniu 12 maja 1944 brygada została przekazana  Polskiemu Sztabowi Partyzanckiemu, a następnie formalnie rozformowana. Z jej członków rozpoczęto formowanie grup rozpoznawczych, które były wysłane za linię frontu. W połowie czerwca z partyzantów brygady sformowano około 100-osobową grupę pod dowództwem mjr. Sobiesiaka, którą w dniach 25 VI i 1 VII została desantowana na teren województwa kieleckiego, w rejonie wsi Smyków,  dając początek nowej brygadzie „Grunwald”. W połowie lipca stan brygady w związku z licznym napływem ochotników z okolicznych placówek Armii Ludowej i Batalionów Chłopskich przekroczył 500 ludzi. Składała się z 3 batalionów. Jej dowódcą był mjr Józef Sobiesiak pseudonim Maks, Bronicz.
Rozpoczęła też działania dywersyjne na zapleczu frontu, głównie niszcząc linie kolejowe i szlaki komunikacyjne. Z brygadą współdziałało kilka oddziałów partyzanckich Batalionów Chłopskich, m.in.: Piotra Pawliny „Piotra” i Stanisława Dorosiewicza „Dziekana”. Nawiązała także kontakt z dowództwem okręgu III AL, lecz nie podporządkowała się mu powołując się na rozkaz Polskiego Sztabu Partyzanckiego.
Kilkukrotnie dochodziło do spięć Brygady Grunwald ze stacjonującą na kielecczyźnie Brygadą Świętokrzyską, które jednak nie przerodziły się w walki bratobójcze.
Operując na terenie powiatów sandomierskiego i stopnickiego, pododdziały brygady niszczyły komunikacje, atakowały mniejsze garnizony niemieckie, urządzały zasadzki na szosach i drogach. m.in. zaatakowały i rozproszyły biwakujący w pobliżu wsi Skororzeszyce oddział SS (24 lipca), rozbiły niemiecki garnizon stacjonujący w majątku Szczecno (26 lipca) i wspólnie z oddziałem AK „Barabasza” stoczyły walkę w lesie pod Daleszycami (3 sierpnia).
Z chwilą sforsowania Wisły przez oddziały 1 Frontu Ukraińskiego i rozpoczęcia walk o przyczółek sandomierski większość sił brygady skierowano do działań dywersyjnych na szosach Sandomierz-Staszów i Chmielnik-Staszów. W dniu 4 sierpnia brygada nawiązała styczność z oddziałami przednimi wojsk radzieckich przeszła przez linię frontu i została rozformowana.
Do 1999 roku w miejscowości Korzenno gm. Raków działała Szkoła Podstawowa im. Brygady Grunwald. 

## Obsada personalna brygady[2]
- Dowódca brygady – mjr Józef Sobiesiak Maks[b]
- Zastępca dowódcy ds. politycznych – por. Jan Puchała
- Szef sztabu – por. Michał Lewiecki
- Oficer operacyjny – por. Tadeusz Rykowski „Rojko”
- Kwatermistrz – por. Wacław Dobrowolski
- Dowódca 1 batalionu – por. Jerzy Jacniacki
- Dowódca 2 batalionu – por. Fulgenty Wąsowicz
- Dowódca 3 batalionu – por. Stanisław Bartosz